# Исторические оценки расстрела царской семьи

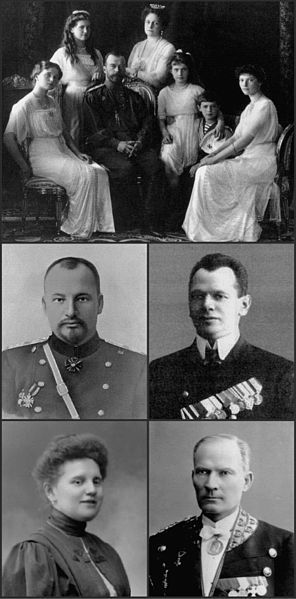
Убитые в доме Ипатьева. По часовой стрелке: Николай II с семьёй (слева направо: Ольга, Мария, Николай, Александра, Анастасия, Алексей и Татьяна), лейб-медик Евгений Боткин, лейб-повар Иван Харитонов, комнатная девушка Анна Демидова, камердинер полковник Алоизий Трупп

В ночь с 16 на 17 июля 1918 года семья отрекшегося российского императора Николая II и не пожелавшие оставить их лица из числа прислуги были расстреляны в Екатеринбурге во исполнение постановления исполкома Уральского областного Совета рабочих, крестьянских и солдатских депутатов. За время, прошедшее после этих событий, издано большое количество книг и статей по данной проблеме, прежде всего на Западе, проведены исторические, криминалистические, даже генетические исследования. Оценки этого акта всегда кардинально отличались у разных политических сил.

## Оценки современников
Историк Г. З. Иоффе писал, что, по сообщениям многих современников, в том числе и из антибольшевистской среды, известие о казни Николая II прошло малозамеченным, без проявлений протеста. Как одно из характерных воспоминаний современников он привёл воспоминания В. Н. Коковцова: «…В день напечатания известия я был два раза на улице, ездил в трамвае и нигде не видел ни малейшего проблеска жалости или сострадания. Известие читалось громко, с усмешками, издевательствами и самыми безжалостными комментариями… Какое-то бессмысленное очерствение, какая-то похвальба кровожадностью…» По мнению историка это объяснялось тем, что образ царя и царицы в народном представлении были сильно скомпрометированы в канун и после Февральской революции, а цена жизни в результате Первой мировой войны и начавшейся Гражданской войны настолько обесценилась, что ещё одно убийство, пусть даже и царя, осталось незамеченным, тем более, что большевистские власти скрыли факт расправы со всей семьёй, включая царских детей, и её слугами:341—342.
В СССР данное событие находилось в числе запретных тем для обсуждения: можно встретить утверждения, что якобы сам И. В. Сталин в 1928 г. запретил своим соратникам касаться её, а все упоминания о казни царя и его родственников исчезли из коммунистической печати. На самом деле в 1930 году в Свердловске, Москве и Ленинграде была переиздана книга П. М. Быкова «Последние дни Романовых» (первое издание вышло в 1926 году), в которой было рассказано о расстреле царской семьи в доме Ипатьева:20. Исполнители убийства до конца своих дней гордились своим участием в нём и пытались добиться признания властями этой заслуги, считая, что они стали исполнителями «приговора истории». Непосредственный организатор расстрела Я. М. Юровский так объяснял необходимость убийства детей царской семьи в 1934 году на встрече с большевиками-ветеранами: «Молодое поколение нас может не понять. Могут упрекнуть, что мы убили девочек, убили наследника-мальчика. Но к сегодняшнему дню девочки-мальчики выросли бы… в кого?».

## В историографии
В советской историографии казнь Николая II квалифицировалась как «заслуженная кара кровавого тирана». Историк В. В. Алексеев обращал внимание на то, что по советским законам 1918 года по суду никто не мог быть расстрелян и характеризовал совершённое убийство как акцию уголовно-политического характера.

## Юридические оценки
Генеральная прокуратура РФ в своём постановлении о «прекращении уголовного дела № 18/123666-93 „О выяснении обстоятельств гибели членов Российского императорского дома и лиц из их окружения в период 1918—1919 годов“» квалифицировала убийство царской семьи и приближённых лиц как «умышленное убийство», а уголовное преследование в отношении установленных следствием убийц прекращено «в связи со смертью лиц, совершивших преступления».

## Оценки в постсоветской России
Российские историки В. М. Лавров и П. В. Мультатули сравнивали убийство царской семьи с уничтожением самой российской государственности — царь, по их мнению, являлся священным символом России; убивая царя, большевики уничтожали саму историческую, православную Россию.

## Параллели с иными революционными цареубийствами
Историк Ричард Пайпс заметил уникальность, «беспрецедентность» убийства, произошедшего в подвале Ипатьевского дома. Европейская история, кроме убийства царской семьи, знает ещё два убийства монархов, произошедших в результате революций — это казнь Карла I в 1649 году и Людовика XVI в 1793 году. Оба казнённых монарха были лишены жизни по решению суда:511:
- Карла I судил специально созданный для этих целей Верховный суд, который выполнил все обычаи судопроизводства — было предъявлено обвинение, Карл I имел возможность защищать себя, заседания проводились открыто, протоколы заседаний суда в тот же день публиковались, казнь короля была публичной;
- Людовика XVI судил Национальный конвент, прения были долгими, короля защищал адвокат, решение выносилось поимённым голосованием всех членов Конвента, казнь монарха была публичной.

Монарха России не судили судом. Ему не было предъявлено никаких обвинений. Советское правительство ни до казни, ни после неё, не опубликовало соответствующего решения. Уникальность этого убийства также в том, что были убиты все члены семьи низложенного монарха и вся находящаяся при нём прислуга. Сама акция по форме её исполнения была больше похоже на бандитское убийство, чем на казнь от имени государства:511.